# راهنمای مشاور
راهنمای مشاور (به انگلیسی: Adviser, Advisor)، معمولاً فردی با دانش بیشتر و عمیق‌تر در یک زمینه خاص است و معمولاً شامل افرادی با تخصص بین‌عملکردی و چندرشته‌ای نیز می‌شود. نقش یک راهنما نقش یک راهنما، راه‌بلد یا پنددهنده است و به‌طور کلی با یک مشاور ویژه کار متفاوت است. یک مشاور معمولاً بخشی از رهبری است، در حالی که مشاوران نقش‌های عملکردی را انجام می‌دهند.
استفاده از راهنما منشأ انگلیسی دارد و "er" به عنوان یک اسم پایان می‌یابد و مشاور با منشأ لاتین دارای "or" است. کلمات همزاد ریشه‌شناسی هستند و قابل جایگزین یکدیگر در نظر گرفته می‌شوند.